# 埃塔尼亚克
埃塔尼亚克（法語：Étagnac，法語發音：[etaɲak]）是法国夏朗德省的一个市镇，属于孔福朗区。

## 地理
埃塔尼亚克（45°53'41"N, 0°46'44"E）面积29.23 平方千米，位于法国新阿基坦大区夏朗德省，该省份为法国西部内陆省份，北起德塞夫勒省和维埃纳省，东临上维埃纳省，东南至多尔多涅省，南至多爾多涅省，西接滨海夏朗德省。
与埃塔尼亚克接壤的市镇（或旧市镇、城区）包括：沙巴奈、沙布拉克、沙斯农、希拉克、索尔贡、维埃纳河畔萨亚、圣瑞尼安。

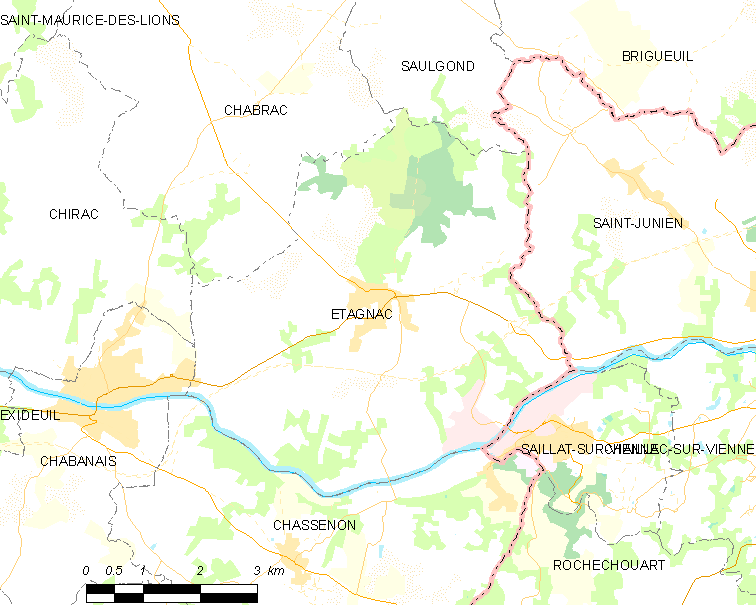
埃塔尼亚克的OSM定位图

埃塔尼亚克的时区为UTC+01:00、UTC+02:00（夏令时）。

## 行政
埃塔尼亚克的邮政编码为16150，INSEE市镇编码为16132。

## 政治
埃塔尼亚克所属的省级选区为夏朗德-维埃纳县。

## 人口

1962-2008年间埃塔尼亚克人口变化图示

埃塔尼亚克于2022年1月1日时的人口数量为987人。